# Fátima Gharbi
Fátima Zohra Gharbi Berrima (arabisch فاطمة غربي, DMG Fāṭima Ġarbī; * 15. Mai 2001 in Tanger) ist eine marokkanisch-spanische Fußballspielerin.

## Karriere

### Klub
Von der B-Mannschaft von Espanyol Barcelona kommend wechselte sie zur Saison 2020/21 zu CE Europa.

### Nationalmannschaft
Ihr erstes bekanntes Spiel für die marokkanischen A-Nationalmannschaft war am 1. Juli 2023 ein 0:0-Freundschaftsspiel gegen Italien. Hier wurde sie in der 75. Minute für Fatima Tagnaout eingewechselt.
Am 11. Juli 2023 wurde sie für den Kader der Weltmeisterschaft 2023 nominiert.